# East Broadway Run Down
| Recensione | Giudizio |
| ---------- | -------- |
| AllMusic   |          |

East Broadway Run Down è un album in studio del sassofonista jazz statunitense Sonny Rollins, pubblicato dalla Impulse! Records nel gennaio del 1967 .

## Tracce
LP (1966, Impulse! Records, A-9121/AS-9121)
Lato A
1. East Broadway Run Down – 20:25 (musica: Sonny Rollins)

Lato B
1. Blessing in Disguise – 12:24 (musica: Sonny Rollins)
2. We Kiss in a Shadow – 5:35 (testo: Oscar Hammerstein II – musica: Richard Rodgers)

## Formazione
- Sonny Rollins – sassofono tenore
- Freddie Hubbard – tromba (nel brano: East Broadway Run Down)
- Jimmy Garrison – contrabbasso
- Elvin Jones – batteria

### Produzione
- Bob Thiele – produzione, foto interno copertina album originale
- Registrazioni effettuate al Van Gelder Studio, Englewood Cliffs, New Jersey (Stati Uniti), 9 maggio 1966
- Rudy Van Gelder – ingegnere delle registrazioni
- Mel Cheren – illustrazione frontale copertina album originale
- Robert Flynn/Viceroy – design copertina album originale
- Joe Lebow – design interno copertina album originale
- Charles Stewart – foto copertina album originale (fronte e retrocopertina)
- Nat Hentoff – note retrocopertina album originale [4]